# Brian Branston
Brian Branston o Victor Ronald Branston (Deepcar, de las afueras de Sheffield, en Yorkshire del Sur, 1921 - septiembre de 1993) fue un productor y realizador de documentales y divulgador británico.
Cursó la carrera de historia en la Universidad de Sheffield.
Más tarde, durante la Segunda Guerra Mundial, sirvió en el ejército británico en Birmania.
A su regreso a Inglaterra, Branston comenzó a trabajar en la BBC, donde participaría en la producción de numerosos documentales, en especial del campo de la antropología de extensas zonas como la Cuenca del Amazonas y el medio rural de América del Norte.
Más adelante, comenzaría a emplearse con dedicación en la escritura, actividad que mantendría tras su jubilación.
Branstón publicó buen número de libros sobre distintos temas, como la realización cinematográfica, la mitología germana y cuestiones de carácter sobrenatural.

## Filmografía
- 1960: The People of Paradise (El pueblo del paraíso): serie documental de 6 episodios sobre la geografía y los pueblos de Oceanía, especialmente de las Islas Fiyi y de las Islas Tonga. Fue emitida por primera vez por la BBC 1.
  - Producción y presentación: David Attenborough.
  - Narración: Brian Branston.[1][3]

- 1968: The Last Great Journey on Earth (El último de los grandes viajes del mundo): episodio nº 252, de unos 60 min. de duración y emitido por primera vez el 20 de octubre de ese año, de la serie documental de la BBC 2 The World About Us (El mundo que nos rodea), que trataba cuestiones de antropología, geografía e historia natural.
  - Guion, dirección, presentación y comentarios: Brian Branston.[1][4][5]

- 1971: The Conquered Dream (El sueño cumplido): coproducción documental anglocanadiense (de la BBC y la National Film Board of Canada) sobre el Ártico.
  - Producción: Brian Branston, Michael McKennirey, George Pearson (1875 - 1973), Richard Robinson.
  - Montaje: Michael McKennirey y Richard Robinson.
  - Guion y presentación: Stanley Jackson.[1][6][7]

- 1971: People of the Seal (El Pueblo de la Foca): coproducción documental anglocanadiense, también de la BBC y la National Film Board of Canada, rodada en Pelly Bay, de la región de Kitikmeot (Nunavut), y emitida en dos partes, tituladas Eskimo Summer (El verano esquimal) y Eskimo Winter (El invierno esquimal).
  - Producción: Brian Branston, Michael McKennirey, George Pearson, Richard Robinson.
  - Guion: Stanley Jackson.
  - Presentación: Alexander Scourby (1913 – 1985).[1][8][9][10][11]

- 1972: The Men Who Hunted Heads (Los hombres que cazaban cabezas): episodio nº 261, de unos 60 min. de duración y emitido por primera vez el 2 de enero de ese año, de la serie The World About Us.
  - Producción ejecutiva: Brian Branston.
  - Presentación: Anne Winder.
  - Narración: Derek Jones.[1][12][13]